# Regimiento de Infantería de Montaña 22

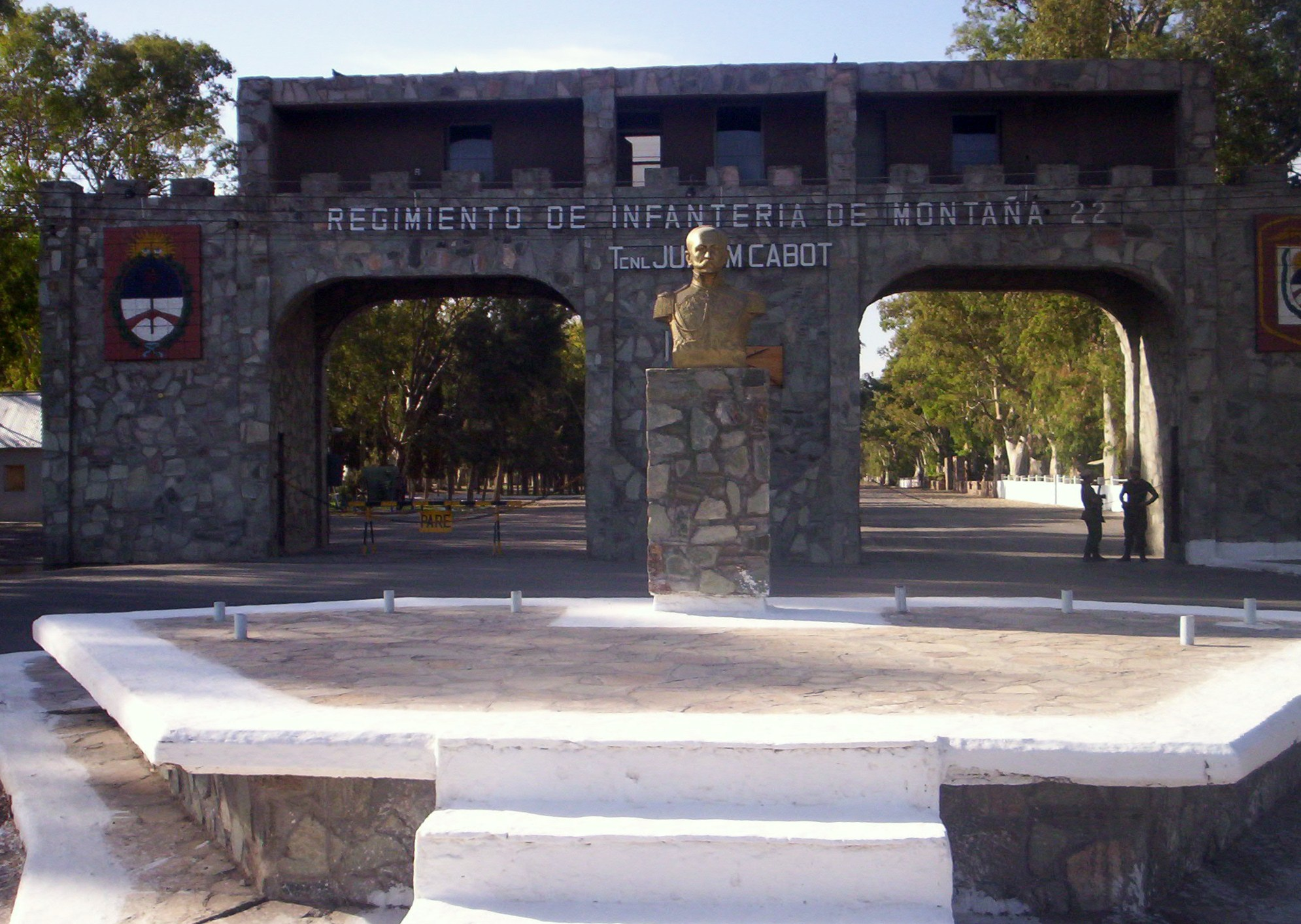
Entrada a la base del Regimiento 22.

El Regimiento de Infantería de Montaña 22 "Tcnl. Juan M. Cabot" (RIM 22) es una unidad de infantería del Ejército Argentino con asiento en la guarnición militar de San Juan y que pertenece a la VIII Brigada de Montaña "Brig. Gral. Toribio de Luzuriaga", en el marco de la 2.ª División de Ejército "Ejército del Norte".

## Historia
El Regimiento de Infantería 22 se creó el 1 de enero de 1940 por un decreto del presidente Roberto Marcelino Ortiz efectuado el 26 de diciembre de 1939. El cuartel se inauguró el 24 de octubre del mismo año.
Algunas de los hechos más remarcables de la historia de la unidad fue la prestación de ayuda a la población tras los terremotos de San Juan de 1944 y Caucete de 1977.

### Operativo Independencia
El Regimiento de Infantería de Montaña 22 participó del operativo Independencia, el cual se desarrolló en la provincia de Tucumán en 1975 y tuvo como objetivo eliminar al Ejército Revolucionario del Pueblo que actuaba en dicha provincia. Tuvo su «bautismo de fuego» en la noche del 8 de noviembre de 1975, cuando un grupo de tiradores comandado por el cabo primero Wilfredo Méndez fue objeto de una emboscada. Este jefe murió en el tiroteo y un soldado tomó el mando para rechazar el asalto. También murió otro soldado, Benito Pérez.

### Accidente de 1986
El 23 de enero de 1986 miembros del RIM 22, la mayoría de la Banda Militar, sufrieron un accidente en la ruta 12. El grupo regresaba de participar de festejos en Calingasta en un ómnibus de Transportes Automotores Cuyo. El vehículo cayó en por precipicio de más de 100 metros e impactó contra la superficie. Un total de 17 personas murieron y otras 23 resultaron heridas.

### Destacamento
A principios de 2015, el Regimiento de Infantería de Montaña 22 fue transformado en un destacamento de armas combinadas adquiriendo nombre de «Destacamento de Infantería de Montaña 22» (DIM 22). Al regimiento de infantería le fue agregada una compañía antitanque, una compañía de morteros y una sección de ingenieros.
A fines de 2019 la unidad fue nuevamente transformada en regimiento.

## Organización
- Jefe
  - Plana Mayor
  - Compañía de Infantería de Montaña «A»
  - Compañía de Infantería de Montaña «B»
  - Compañía de Comando y Servicios